# 豊浦駅
豊浦駅（とようらえき）は、北海道虻田郡豊浦町字旭町にある北海道旅客鉄道（JR北海道）室蘭本線の駅である。駅番号はH42。電報略号はヨラ。事務管理コードは▲130303。かつては急行「ちとせ」が発着していた。

## 歴史

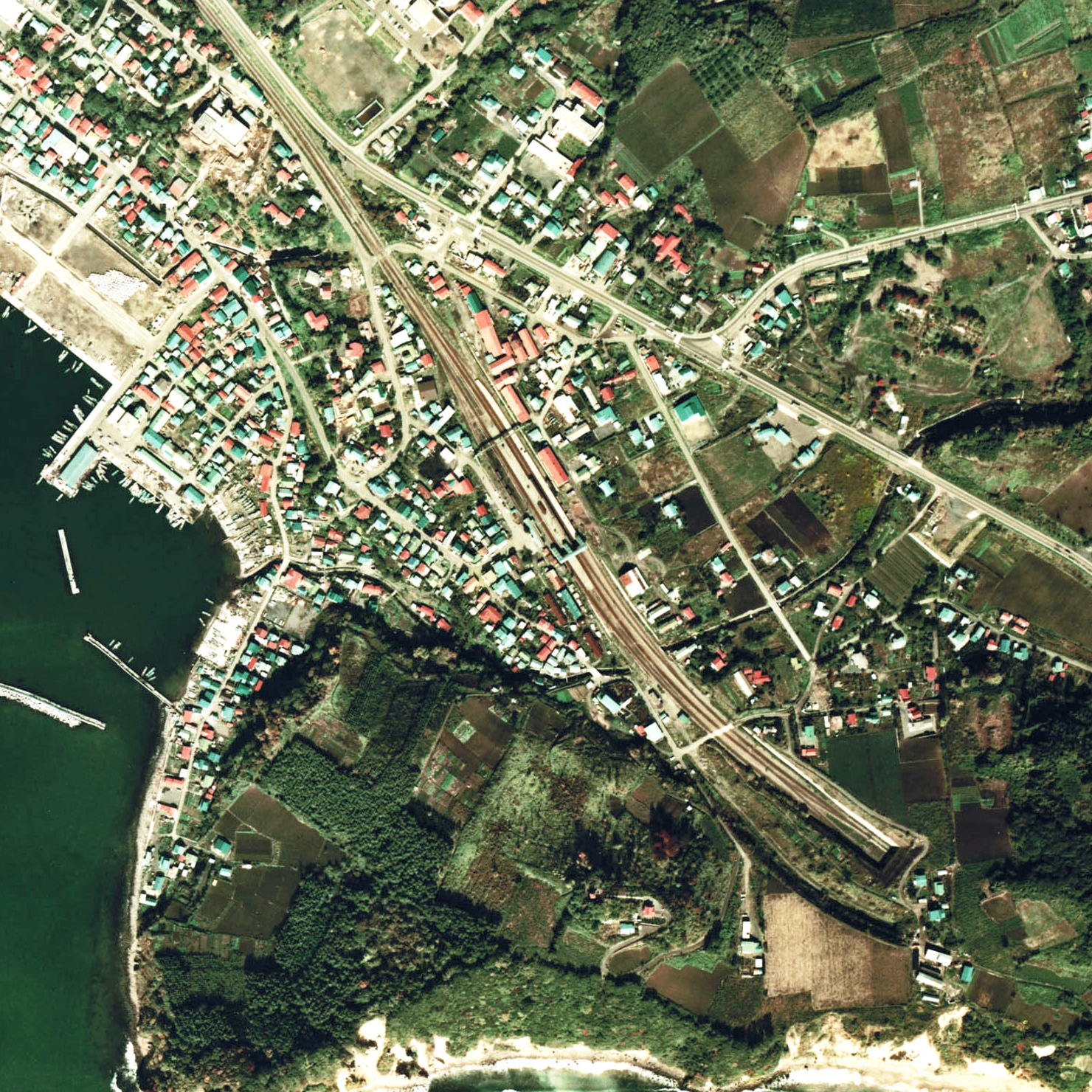
1976年の豊浦駅と周囲約1km範囲。右下が東室蘭方面。島式ホーム2面4線。駅舎横長万部側の貨物ホームへ2本の引込み線を有している。駅裏副本線、駅舎横貨物ホームにそれぞれ貨車が留置されている。駅裏側の島式ホームは、複線化した折に増設されたため、幅が狭い。

- 1928年（昭和3年）9月10日：鉄道省長輪線静狩駅 - 伊達紋別駅間開通に伴い弁辺駅（べんべ）として開業[3]。一般駅[1]。
- 1931年（昭和6年）4月1日：長輪線を室蘭本線に編入、それに伴い同線の駅となる。
- 1935年（昭和10年）4月1日：豊浦駅に改称[1]。
- 1980年（昭和55年）5月15日：貨物取扱い廃止[1]。直営駅から業務委託駅となる[4]。
- 1984年（昭和59年）
  - 2月1日：荷物取扱い廃止[1]。
  - 4月1日：無人[5]（簡易委託）化。
- 1987年（昭和62年）4月1日：国鉄分割民営化によりJR北海道に継承[1]。
- 1989年（平成元年）12月11日：駅舎改築[6][7]。
- 2004年（平成16年）4月：ホームを延伸し、定期列車のドアカットを廃止[8]。

### 駅名の由来
所在町名より。旧駅名「弁辺（旧字体で「辨邊」とも表記）」も改称以前の町名に由来する。

## 駅構造
単式ホーム・島式ホーム複合型の2面3線を有する地上駅。駅舎側から1、2、3番線で、1、2番線が島式ホームとなっている。互いのホーム及び駅舎は跨線橋で連絡している。1番線が長万部方面、3番線が東室蘭・室蘭方面、2番線は当駅折り返しの列車、又は列車の待避に使われる。3番線の単式ホームもかつては島式であったが、外側の線は1983年（昭和58年）時点で側線扱いで、のち1993年（平成5年）時点で既に長万部方の転轍機及び線路が途中まで撤去され完全な側線となっていた。ほかに1番線側に長万部方から分岐した側線を1本有していた。
洞爺駅管理の簡易委託駅となっている。駅内の喫茶店にて総販券を発売している。駅舎は線路の西側（海側、東室蘭・岩見沢方面に向かって右側）に位置し、開業当初の駅舎は改築され円形状カーテンウォールの外壁を有する個性的で近代的な駅舎となっている。地区の集会所との合築となっており、1階には手造りパンも販売する喫茶・軽食堂が入居している。また駅舎内にトイレを有する。この駅舎はホームに接していないため、島式ホームが2本並んでいるように見える。跨線橋兼東西自由通路は駅の東室蘭・岩見沢方に位置する。西側の駅舎、1・2番線ホーム、3番線ホーム、駅東側を繋げる。駅東側から直接（駅舎経由せず）ホームへ行ける。
なお、長万部行の列車の一部に、後ろの車両を切り離す列車がある。切り離した車両は東室蘭駅方面に折り返す形の運行となっている。

### のりば
| 番線 | 路線      | 方向                     | 行先                     |
| ---- | --------- | ------------------------ | ------------------------ |
| 1    | ■室蘭本線 | 上り                     | 長万部方面               |
| 2    | ■室蘭本線 | （待避線・当駅折り返し） | （待避線・当駅折り返し） |
| 3    | ■室蘭本線 | 下り                     | 東室蘭・室蘭方面         |

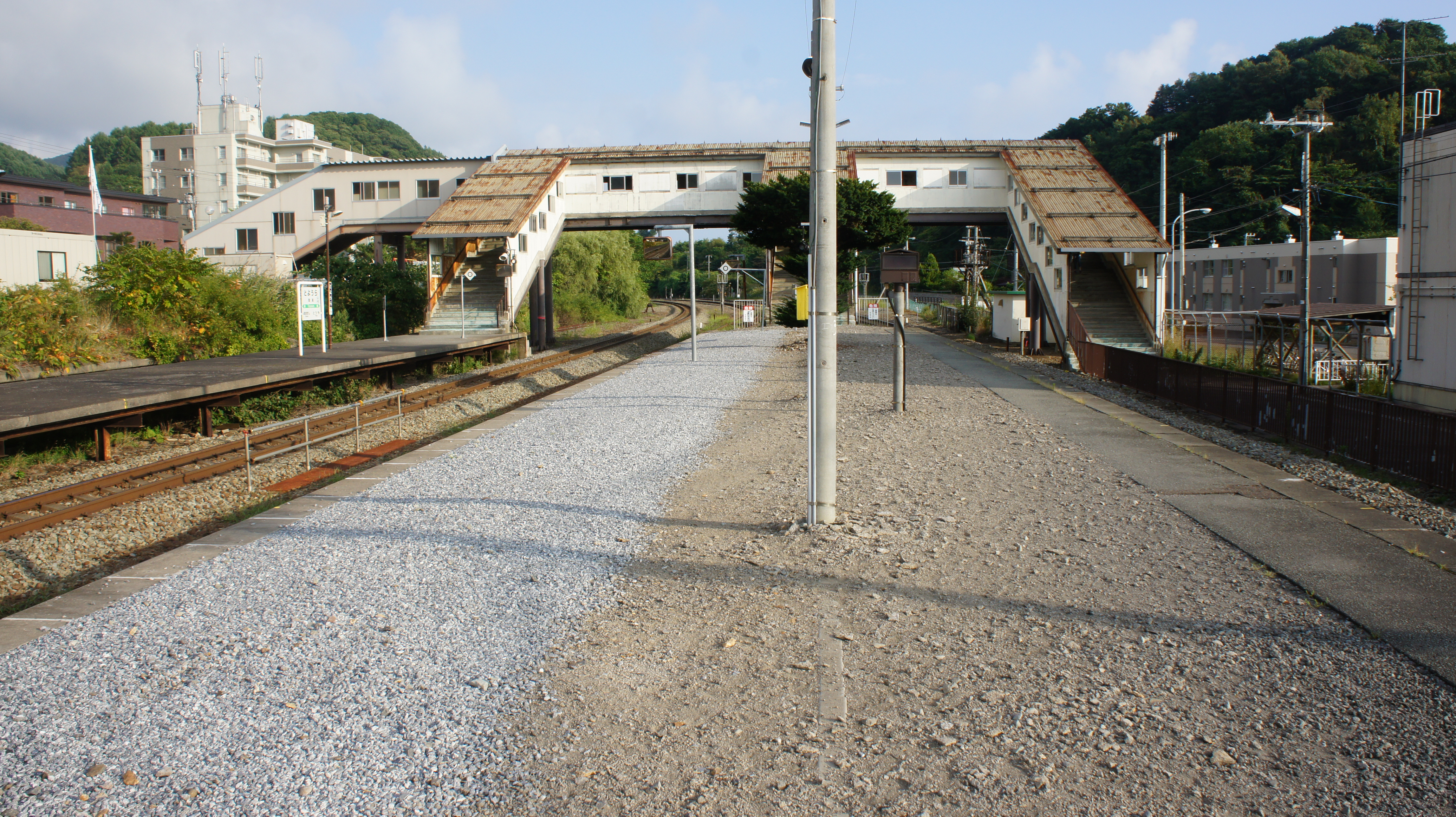
ホーム（2017年9月）
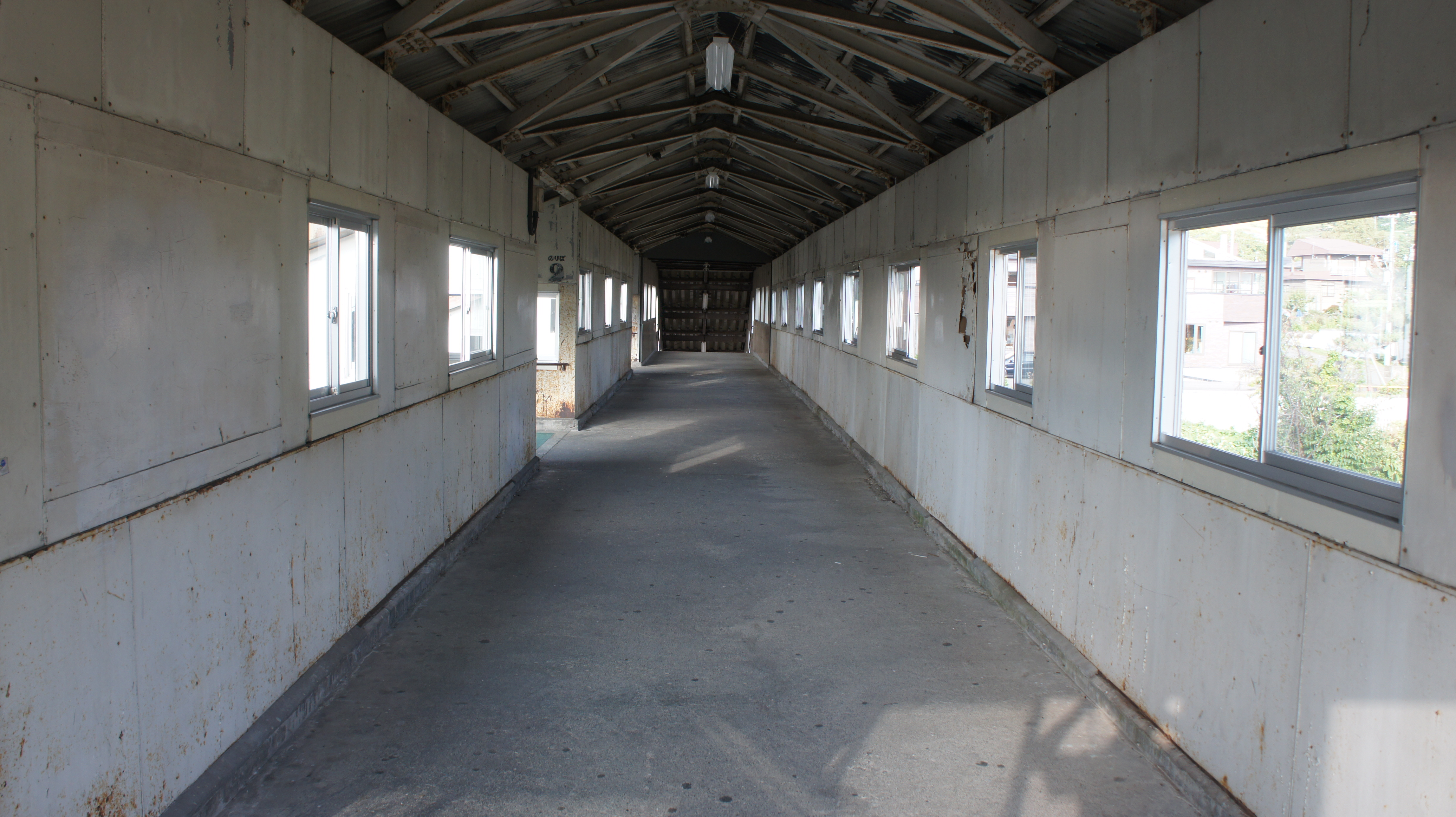
跨線橋（2017年9月）
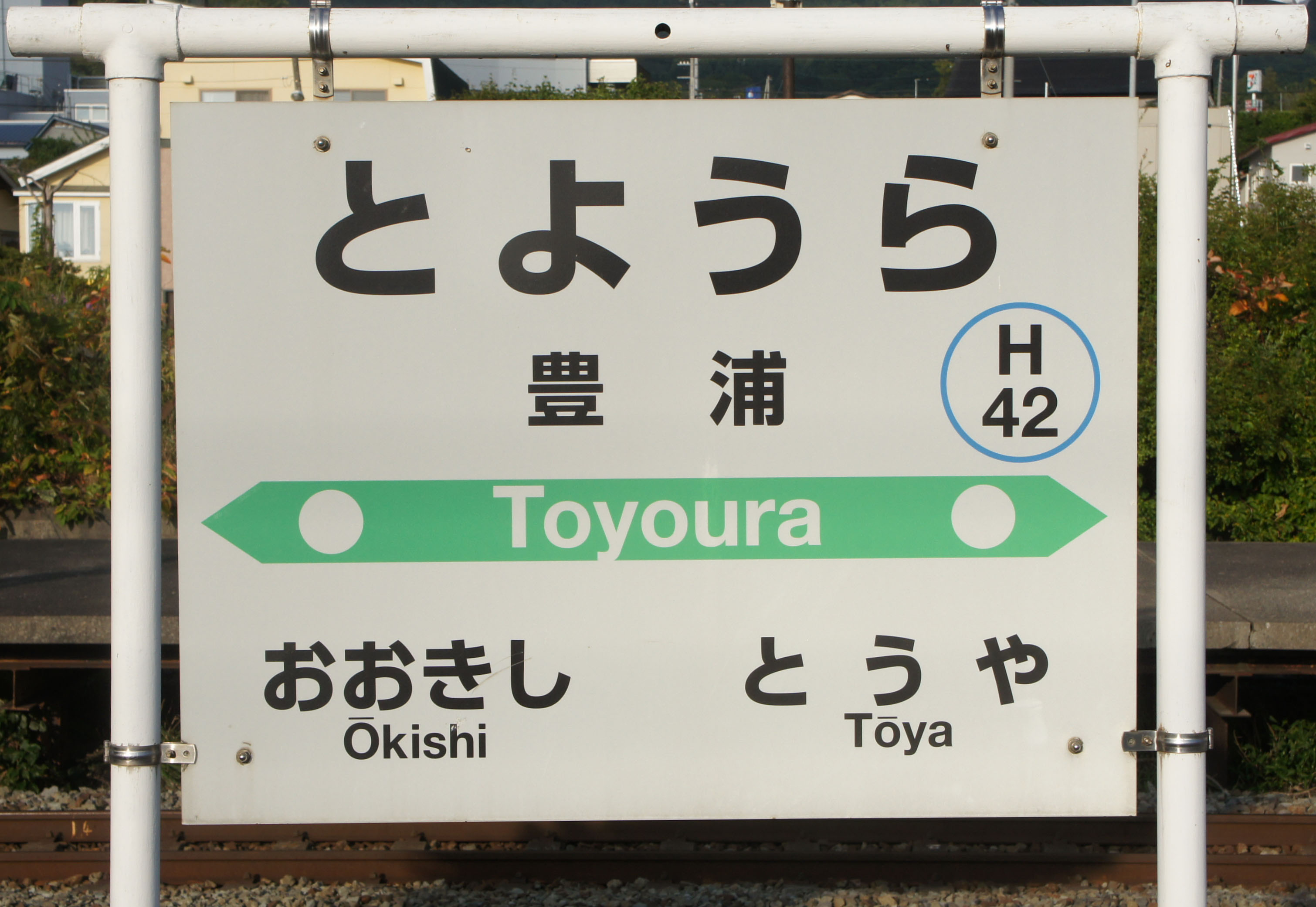
駅名標（2017年9月）

## 利用状況
- 1981年度の1日乗降客数は90人[10]。
- 1992年度の1日乗降客数は516人[11]。

1日の平均乗降人員は以下の通りである。
| 乗降人員推移 | 乗降人員推移 |
| 年度         | 1日平均人数  |
| ------------ | ------------ |
| 2011年       | 180          |
| 2012年       | 188          |
| 2013年       | 180          |
| 2014年       | 176          |
| 2015年       | 186          |

## 駅周辺
国道からやや離れているため、駅周辺は閑散としている。
- 北海道道702号美和豊浦停車場線
- 豊浦町役場
- 豊浦神社
- 伊達警察署豊浦駐在所
- 洞爺湖消防署 豊浦支署
- 豊浦郵便局
- 伊達信用金庫虻田支店豊浦出張所
- とうや湖農業協同組合（JAとうや湖）豊浦支所
- いぶり噴火湾漁業協同組合豊浦支所
- 国道37号
- 豊浦町立豊浦小学校
- 豊浦町立豊浦中学校
- 豊浦温泉しおさい - 徒歩15分程度。
- 小花井山
- 貫気別川

## バス路線
駅前に道南バス、豊浦町営バスの「豊浦駅前」バス停があり以下の各方面の路線が発着する。
- 道南バス[13]
  - 豊浦しおさい前 方面
  - 伊達駅前、上稀府　方面
  - 洞爺湖温泉 方面
  - 札幌駅前 方面

- 豊浦町営バス
  - 山梨線[14]
  - 礼文華線[15]

- 豊浦町コミュニティバス（実証実験）[16]
  - ほたてコース
  - いちごコース
  - 大岸・礼文華コース

## 隣の駅
北海道旅客鉄道（JR北海道）
■室蘭本線
大岸駅 (H43) - *豊泉駅 - 豊浦駅 (H42) - 洞爺駅 (H41)
*打消線は廃駅